# Molgula roulei
Molgula roulei is een zakpijpensoort uit de familie van de Molgulidae. De wetenschappelijke naam van de soort werd in 1969 voor het eerst geldig gepubliceerd door Claude Monniot.